# 兵庫県道568号相生壷根公園線
兵庫県道568号相生壷根公園線（ひょうごけんどう568ごう あいおいつぼねこうえんせん）は、兵庫県相生市を通る一般県道である。

## 概要
相生市相生から相生市千尋町に至る。短い区間ながらもそこそこの規模のトンネルや橋などもある。赤穂市との市境より兵庫県道458号壷根坂越線となる。

### 路線データ
- 起点：相生市相生（兵庫県道458号壷根坂越線起点）
- 終点：相生市千尋町（相生産業高校交差点、国道250号交点）
- 総延長：4.513 km

## 路線状況

### 道路施設

#### トンネル
- 日の浦トンネル：延長340 m、1981年（昭和56年）竣工、相生市
- 藤戸トンネル：延長447 m、1981年（昭和56年）竣工、相生市

## 地理

### 通過する自治体
- 相生市

### 交差する道路
| 交差する道路            | 交差する場所 | 交差する場所              |
| ----------------------- | ------------ | ------------------------- |
| 兵庫県道458号壷根坂越線 | 相生         | 起点                      |
| 国道250号               | 千尋町       | 相生産業高校交差点 / 終点 |

### 沿線
- 相生湾
- 石川島播磨重工業
- 関西電力火力発電所
- 兵庫県立相生産業高等学校
- JR西日本赤穂線 西相生駅